# Linnaemya pictipennis
Linnaemya pictipennis är en tvåvingeart som beskrevs av Charles Howard Curran 1927. Linnaemya pictipennis ingår i släktet Linnaemya och familjen parasitflugor.
Artens utbredningsområde är Kongo. Inga underarter finns listade i Catalogue of Life.